# 乔治·古尔维奇
乔治·古尔维奇 （法語：Georges Gurvitch，1894年11月11日—1965年12月12日）是一位法国社会学家。原名格奥尔基·达维多维奇·古尔维奇 （俄語：Георгий Давидович Гурвич），1894年11月2日生于俄国诺沃罗西斯克，1965年12月12日卒于巴黎。曾任法国波尔多大学、斯特拉斯堡大学、巴黎大学和美国纽约的社会研究所新学院教授,曾任国际社会学学会主席。1960至1963年，任法国国立科学研究中心的社会学和人口学委员会主席。古尔维奇深受欧洲大陆文化传统的影响，提出一种辩证的、超经验的一般社会学观念，认为组成社会实在“微观要素”的个人意识的整体，乃是社会联系的基础。他坚持一种哲学社会学的观点，认为社会学的作用在于解释，而不应迷信测试技术和数量分析。他极力反对美国社会学的经验主义，成为法国社会学界有较大影响的人物。

## 著作
- 《法律社会学》
- 《社会学与辩证法》